# ヨンヌ川
ヨンヌ川（ヨンヌがわ、Yonne）は、フランスを流れるセーヌ川支流の川である。長さは約293kmであり、ヨンヌ県の名前の由来ともなっている。
ニエーヴル県のシャトーシノンの近くのモルバンの丘に源を発し、ニエーヴル県・ヨンヌ県を流れ、セーヌ＝エ＝マルヌ県のモントロー・フォール・ヨンヌでセーヌ川に合流する。流域にはクラムシー・オセール・サンスなどの街がある。
1832年にブルゴーニュ運河が完成し、ソーヌ川と結ばれている。